# 涅夫罗
涅夫罗（法語：Niévroz，法語發音：[njevʁo]）是法国东部安省的一个市镇，属于布雷斯地区布尔格区。

## 地理
涅夫罗（45°49'35"N, 5°3'50"E）面积10.46 平方千米，位于法国奥弗涅-罗讷-阿尔卑斯大区安省，该省份为法国东部省份，北起汝拉省，西北接索恩-卢瓦尔省，西接罗讷省和里昂大都会，南至伊泽尔省，东与萨瓦省、上萨瓦省和瑞士接壤。
与涅夫罗接壤的市镇（或旧市镇、城区）包括：巴朗、拉布瓦斯、达尼厄、蒂勒、若纳日、容村。

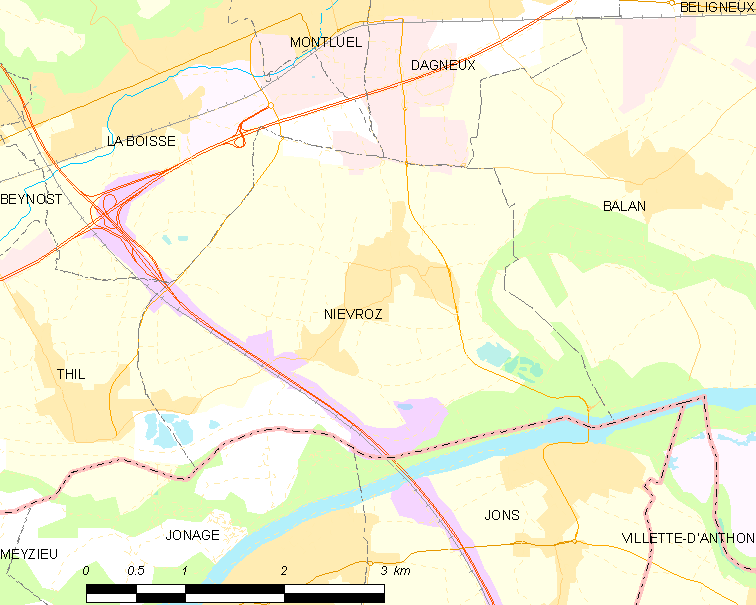
涅夫罗的OSM定位图

涅夫罗的时区为UTC+01:00、UTC+02:00（夏令时）。

## 行政
涅夫罗的邮政编码为01120，INSEE市镇编码为01276。

## 政治
涅夫罗所属的省级选区为米里贝勒县。

## 人口

1962-2008年间涅夫罗人口变化图示

涅夫罗于2022年1月1日时的人口数量为1648人。